# 278447 Saviano
278447 Saviano è un asteroide della fascia principale. Scoperto nel 2007, presenta un'orbita caratterizzata da un semiasse maggiore pari a 3,4528828 UA e da un'eccentricità di 0,0352415, inclinata di 10,22099° rispetto all'eclittica.
L'asteroide è stato intitolato così in onore di Roberto Saviano.